# 鳥越城
鳥越城（とりごえじょう）は、石川県白山市三坂町（旧石川郡鳥越村）にあった日本の城（山城）。大日川を挟んだ対岸に位置する二曲城（ふとげじょう）とともに国の史跡に指定されている。史跡指定名称は「鳥越城跡 附（つけたり） 二曲城跡」。

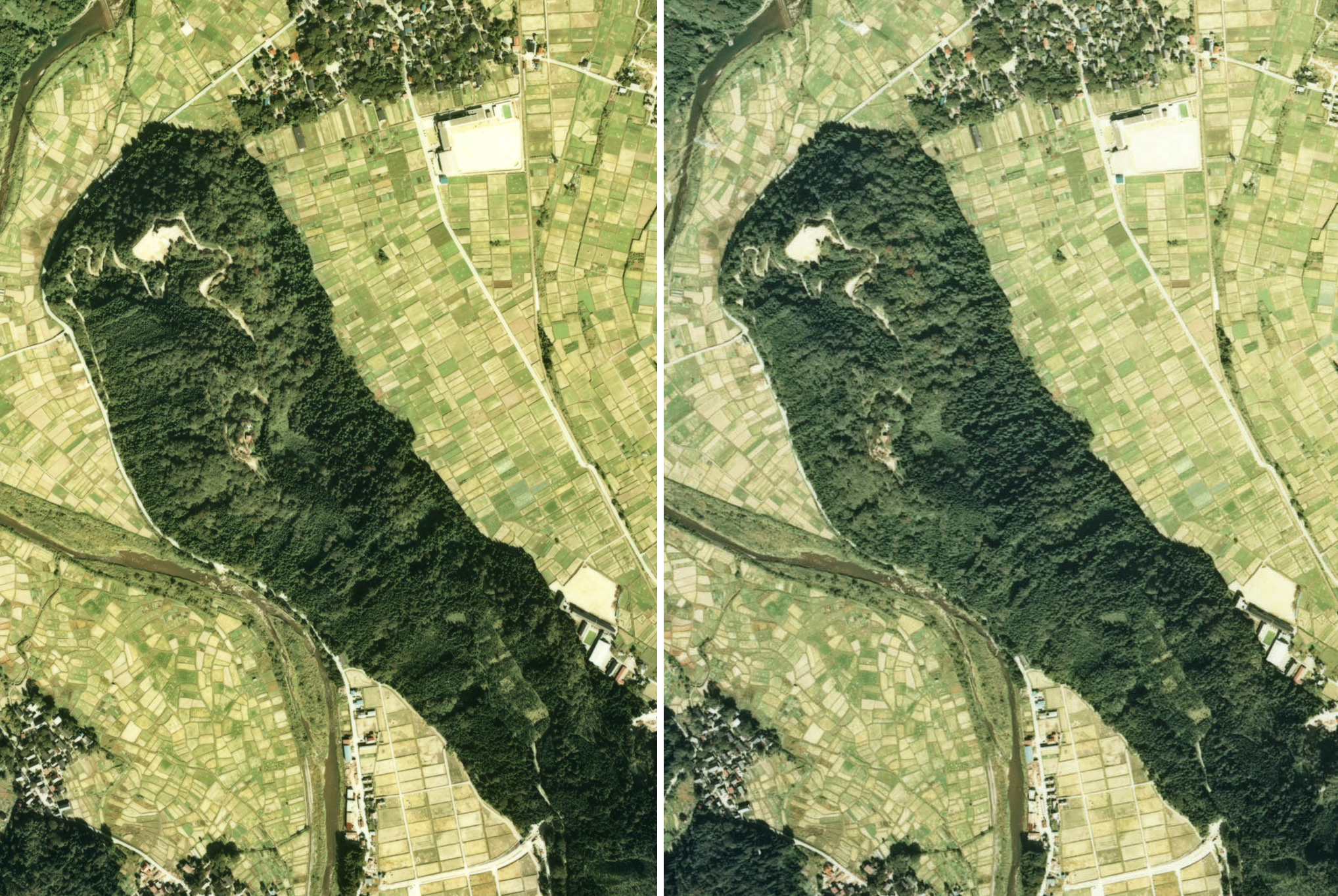
鳥越城付近のステレオ空中写真（1977年）。

## 形状
手取川と大日川の合流点に位置する丘陵先端部を利用して築かれており、標高は主郭部で312mある。
面積は東西400m、南北1,200mにおよび、頂上を中心とした七か所の主要な郭で構成される。
郭は、本丸・二の丸・三の丸・後二の丸・後三の丸などと名付けられ、空堀や土塁を挟んで尾根筋を巧みに利用して配置されていて、それを腰郭が囲む。

## 歴史
白山麓山内惣庄の旗本鈴木出羽守を城主とし、天正初年（1573年）頃、織田信長による加賀一向一揆討滅の経路がはかられる中で、門徒集団である山内衆の抵抗の拠点として築城されたもの。
天正8年（1580年）、織田方の柴田勝家軍によって落城し、山内衆の主領鈴木一族は滅ぼされる。その後この城は織田方の吉原次郎兵衛の管理下に置かれたが、白山麓門徒の抵抗は続き、攻防戦が展開された。
しかし天正10年（1582年）3月1日、織田方の佐久間盛政によって鎮圧され、三百余人が磔に処せられた。
この城は、加賀一向一揆の栄光と挫折を最後まで担い続けた、白山麓門徒たちの記録として歴史上の意義をもつ。

## 現況
史跡公園として整備されている。発掘調査をもとに門や石垣が復元されている。
2017年（平成29年）4月6日、続日本100名城（136番）に選定された。

## 参考画像

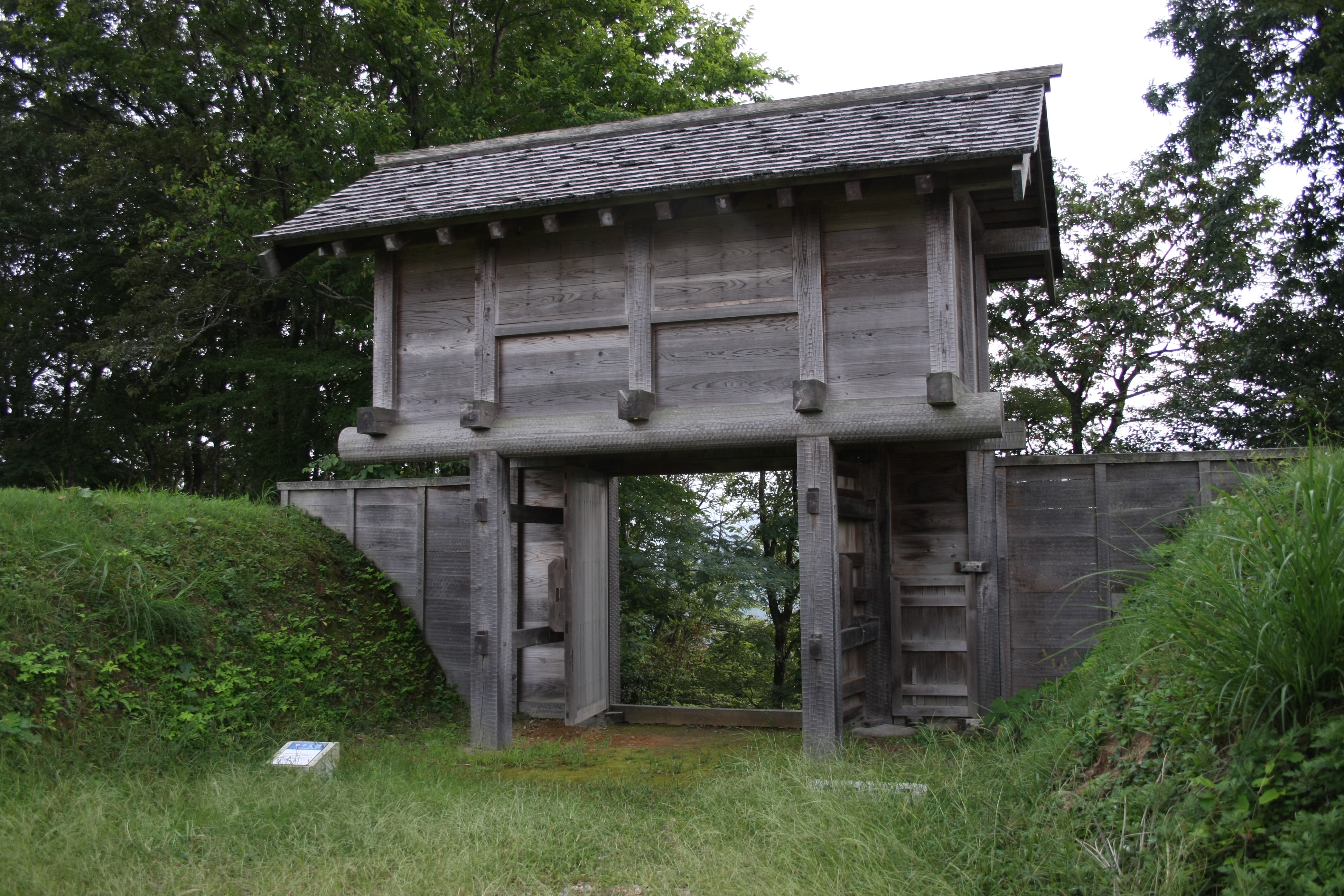
中の丸門
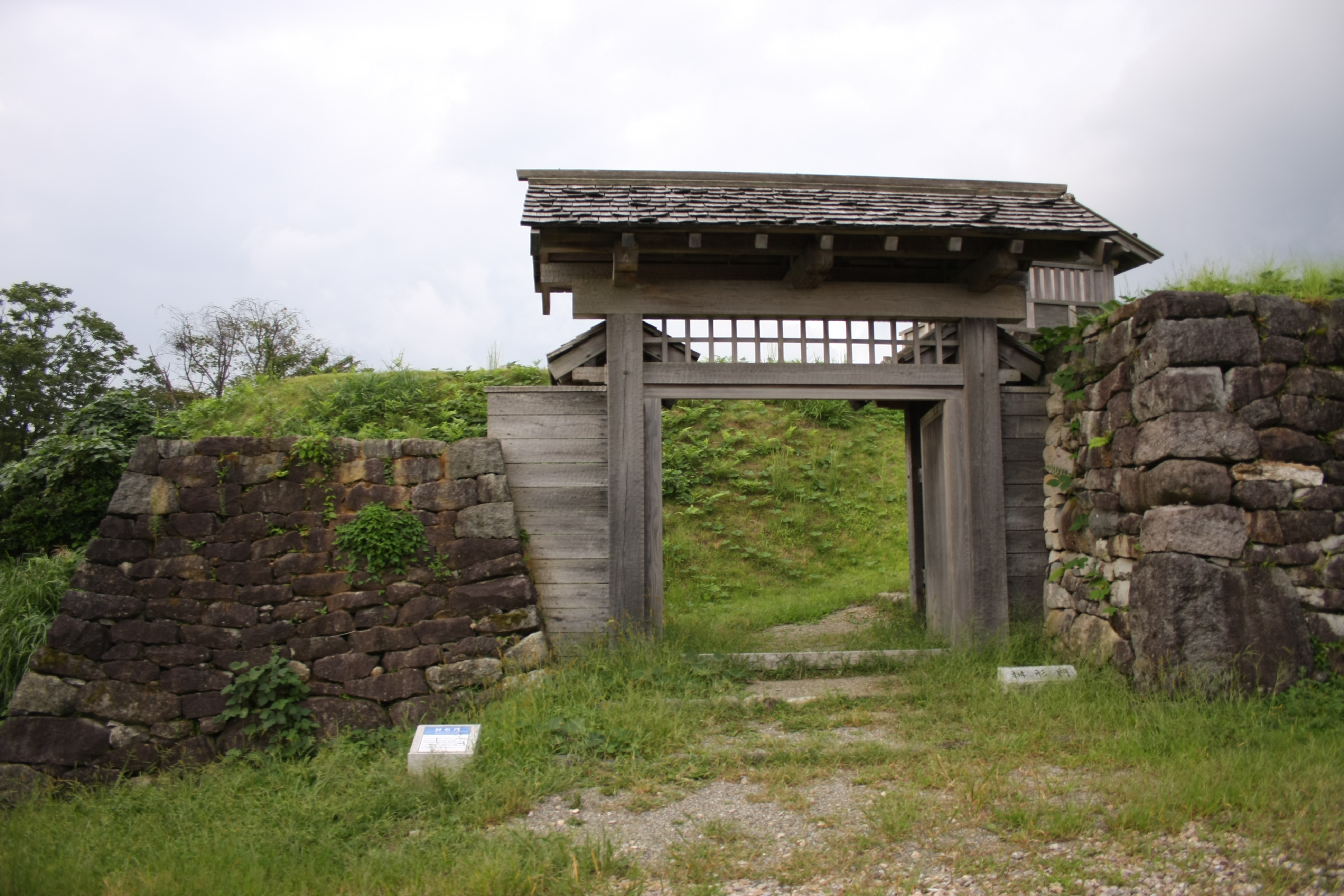
枡形門
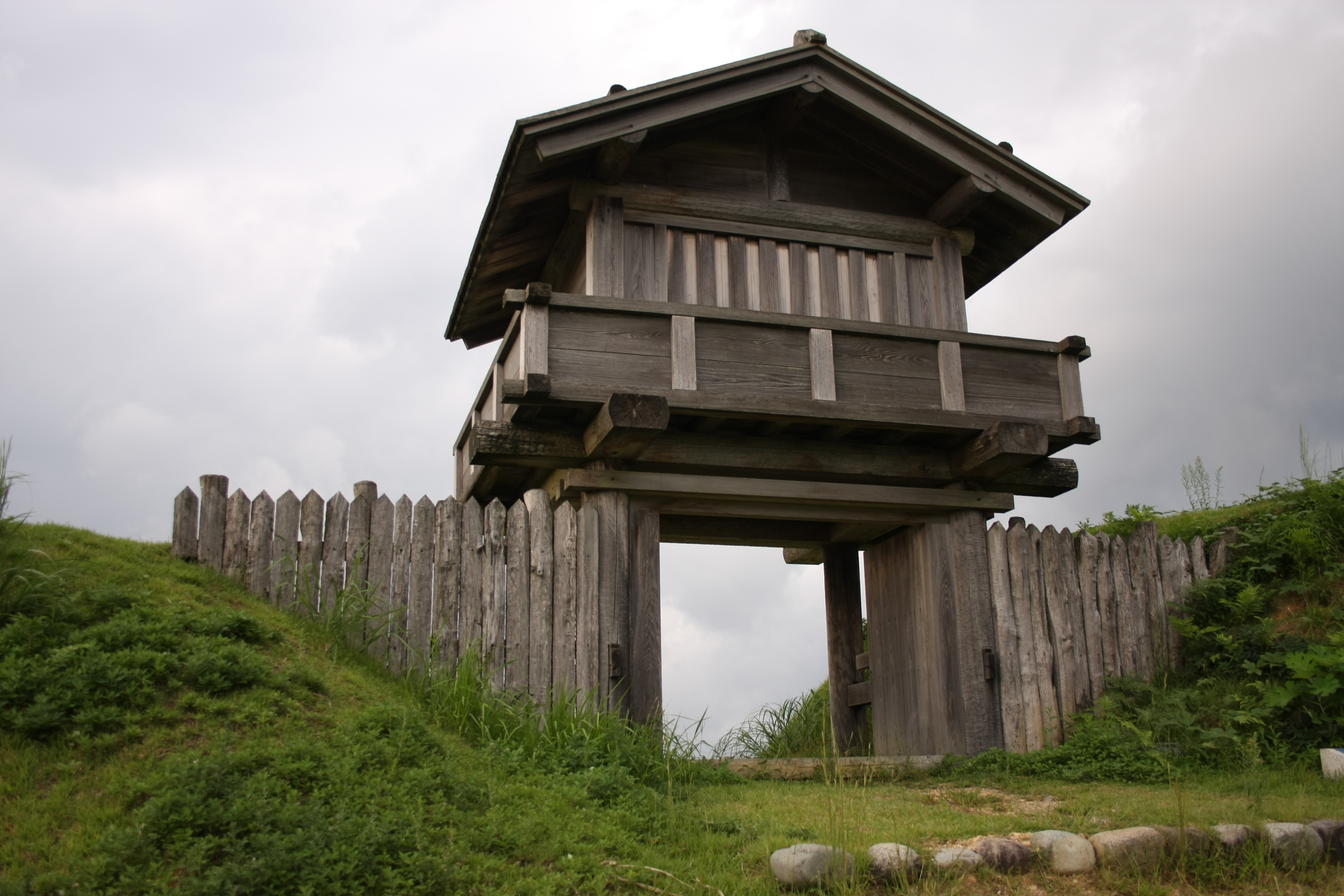
本丸門
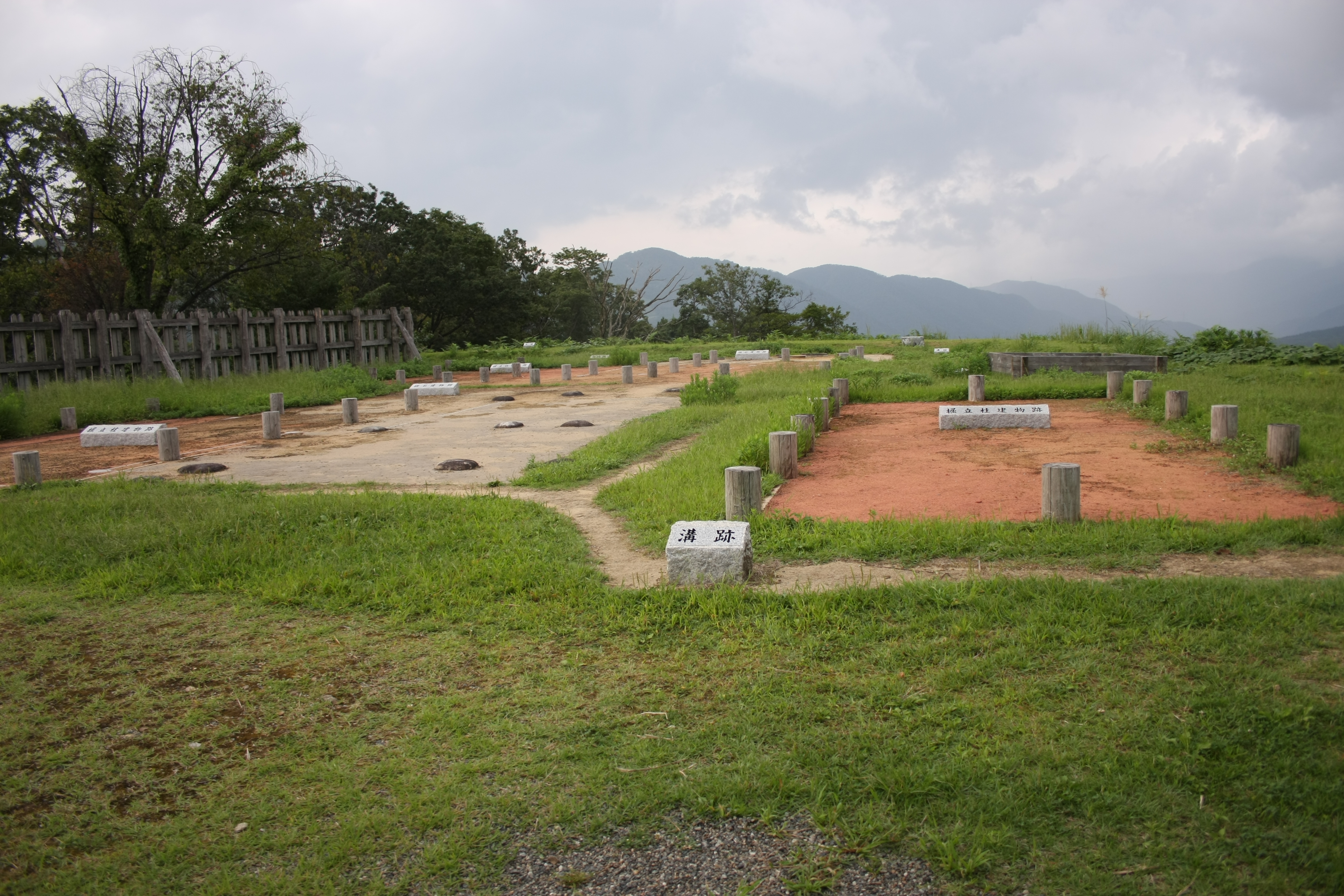
本丸
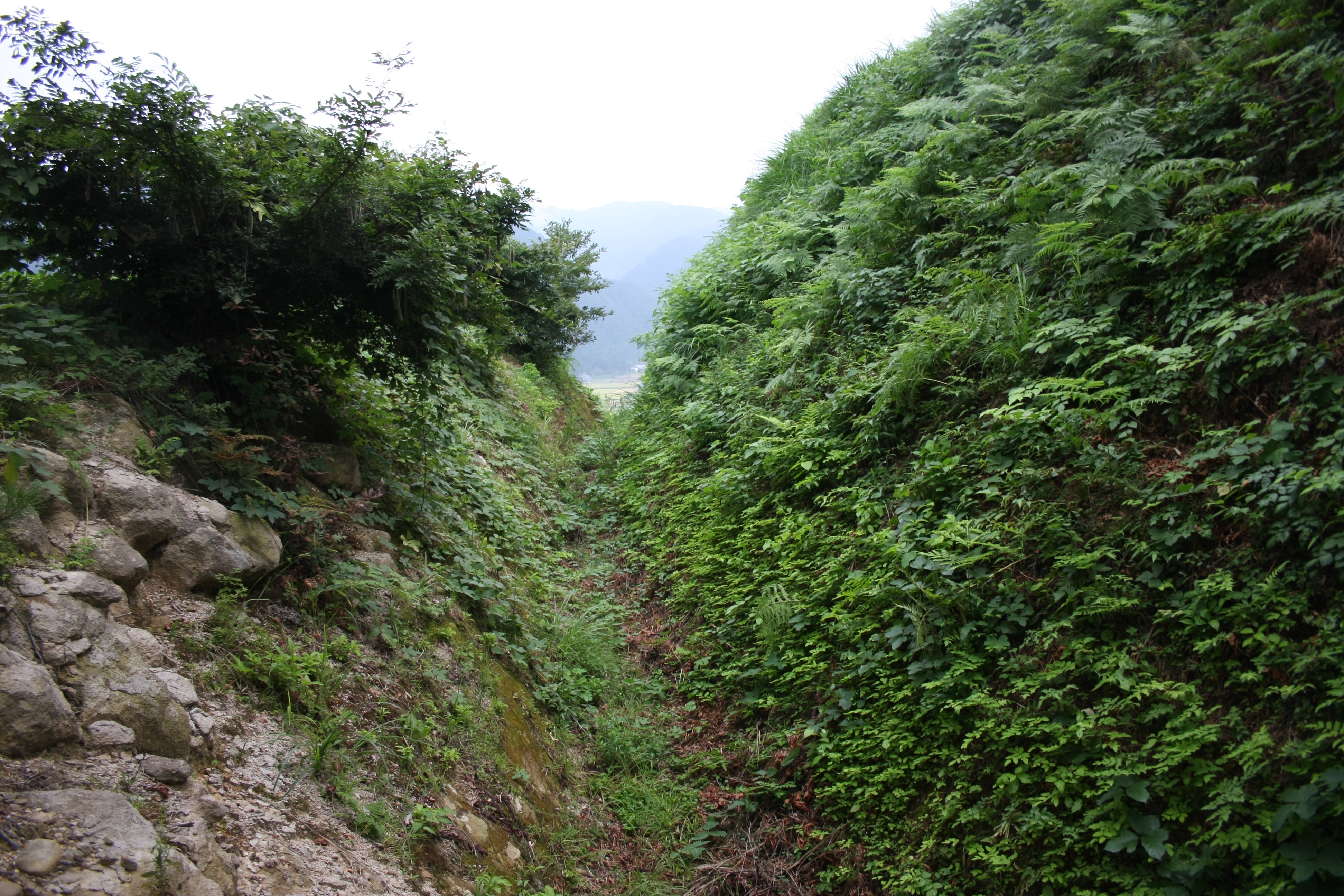
堀切